# La Nuit des adieux
Pour plus de détails, voir Fiche technique et Distribution.
La Nuit des adieux est un film franco-soviétique réalisé par Jean Dréville et sorti en 1965.

## Synopsis
En 1845, un jeune danseur est engagé à l'Opéra de Saint-Pétersbourg. Il y tombe amoureux d'une danseuse.

## Fiche technique
- Réalisation : Jean Dréville, Isaak Menaker
- Scénario : Paul Andréota, Alexandre Galitch, d'après un roman de Pierre Guilbert
- Producteur : Alexandre Kamenka
- Distribution : Cocinor
- Photographie : Michel Kelber, Konstantin Ryjov - Eastmancolor - Tourné en 70mm Son Stéréo 6 pistes Ratio:2,20:1 ainsi que copies 35mm Ratio:2,35:1-son Optique Mono
- Musique : Youri Prokofiev, Nadejda Simonian, Piotr Ilitch Tchaïkovski
- Montage : Claude Nicole
- Durée : 130 minutes
- Dates de sortie: 
  - France : 16 novembre 1965
  - URSS : 4 janvier 1966

## Distribution
- Gilles Segal : Marius Petipa
- Oleg Strijenov : Piotr Tchaïkovski
- Jacques Ferrière : Anton Minkh
- Natalia Velitchko : Machenka Sourovchtchikova
- Nikolaï Tcherkassov : Alexandre Gedeonov
- Nikolaï Trofimov : Petrov
- Guennadi Nilov : Lev Ivanov, chorégraphe
- Alla Larionova : Lioubov Leonidovna
- Vladislav Strzelczyk : Nicolas Ier (empereur de Russie)
- Viviane Gosset : mère de Marius Petipa
- Pierre Bertin : père de Marius Petipa
- Vladimir Emelianov : Ivan Vsevolojski